# Santa Gertrudis, Huetamo
Santa Gertrudis är en ort i Mexiko.   Den ligger i kommunen Huetamo och delstaten Michoacán de Ocampo, i den södra delen av landet, 240 km väster om huvudstaden Mexico City. Santa Gertrudis ligger 421 meter över havet och antalet invånare är 104.
Terrängen runt Santa Gertrudis är kuperad. Runt Santa Gertrudis är det ganska glesbefolkat, med 23 invånare per kvadratkilometer. Närmaste större samhälle är La Quetzería, 11,1 km sydväst om Santa Gertrudis. I omgivningarna runt Santa Gertrudis växer huvudsakligen savannskog.